# Mikuláš Drabík
Mikuláš Drabík (slovensky Drábik, latinsky Drabicius) (5. prosince 1588 Strážnice – 16. července 1671 Bratislava) byl bratrský duchovní, kazatel a vizionář, přítel J. A. Komenského.

## Život
Narodil se ve Strážnici, jeho rodiče pocházeli z horních Uher (dnešního Slovenska). Studoval na škole při bratrském sboru ve Strážnici, kde se seznámil s J. A. Komenským. V roce 1616 byli společně ordinováni na synodě v Žeravicích na kněze.
Stal se správcem sboru jednoty bratrské ve Valašském Meziříčí, kvůli svému alkoholismu byl však brzy synodou suspendován a neangažoval se v duchovní správě. Po vykázání bratrských kazatelů ze země odešel do slovenské Lednice. Během třicetileté války i po ní šířil prorocké vize o pádu Habsburků a vítězství protestantismu. Od února 1638 míval údajně vidění politického obsahu, ohlašující brzké osvobození českých zemí vojenským zásahem ze severu a východu. Existují domněnky, že jeho „vize“ vznikly na základě jeho alkoholických halucinací.
Mezi jeho nejvlivnější posluchače patřil přítel z mládí Jan Amos Komenský, kterého výrazně ovlivnil. Komenský se s ním osobně sešel 1650 ve Skalici, překonal počáteční nedůvěru k němu, ano na jeho pokyn se rozhodl přijmout pozvání do Blatného Potoka. Po pádu Lešna, v němž Drabík viděl trest za to, že Komenský neuveřejňuje jeho předpovědi, zařadil Komenský jeho vidění vedle Kotterových a Poniatowské do knihy Lux in tenebris (1657) a opětovně je pak vydával a vykládal. Komenský setrval v korespondenci s Drabíkem až do listopadu 1670.
K Drabíkovým revelacím, v souvislosti s J. A. Komenským, píše Filip Martinek: „Od let 1638, což je pravděpodobnější, nebo 1643, což se nezdá tolik plauzibilní, se v životě Mikuláše Drábíka zjevují vize, jejichž původ Drábík vyvozuje od Ducha svatého. Vize podporovaly tužby Komenského, který se domníval, že české země budou osvobozeny z područí Habsburků, že bude nastolena vláda pravdy, míru a Ducha svatého. Právě v koexistenci a korelaci podobných vizí (Kotter a Poniatowská) J. A. Komenský publikuje dvě knihy: Lux in tenebris v roce 1662 a Lux e tenebris v roce 1665. V knize z roku 1659 (Historia revelationum) zmíněná vidění Komenský interpretoval. První zjevení (vize) Drábíkovo se mělo udát v roce 1638, kdy při cestě na Moravu uslyšel hlas z nebe. Tento hlas hovořil o vítězství Jiřího II. Rákocziho. Otázkou zůstává, zda by hluboce věřící křesťan a rozum užívající filosof, jakým J. A. Komenský bezpochyby byl, uvěřil nějakým blábolům opilce. Je nutné se ptát, zda ve vizích Mikuláše Drábíka skutečně nemohl nějakým způsobem působit Duch svatý. Toto působení mohlo být posléze zastřeno vůlí vlastního přání anebo i něčím jiným.“
Roku 1670 byl starý, více než osmdesátiletý Drabík zatčen a po krátkém soudním procesu následujícího roku v Bratislavě popraven jako kacíř a zrádce – jak pravil rozsudek: „napadal veličenstva, ostouzel panovnický rod i svaté římské impérium, císaře nazýval mrtvou mohylou a jeho rod pokolením zmijí, čímž se pokoušel o vzpouru a spiknutí s nebezpečím pro všechno křesťanstvo“. Kat mu uťal s hlavou současně pravou ruku, poté mu byl vytržen jazyk a spolu s tělem byly spáleny Komenského rukopisy a knihy. Během soudního procesu se prý Drabík choval statečně až drze, posmíval se svým soudcům a urážel je. Z Drabíkovy pozůstalosti se dochovala celá řada rukopisů, jež jsou dnes uloženy v různých institučních knihovnách.